# Dimitrios Maximos

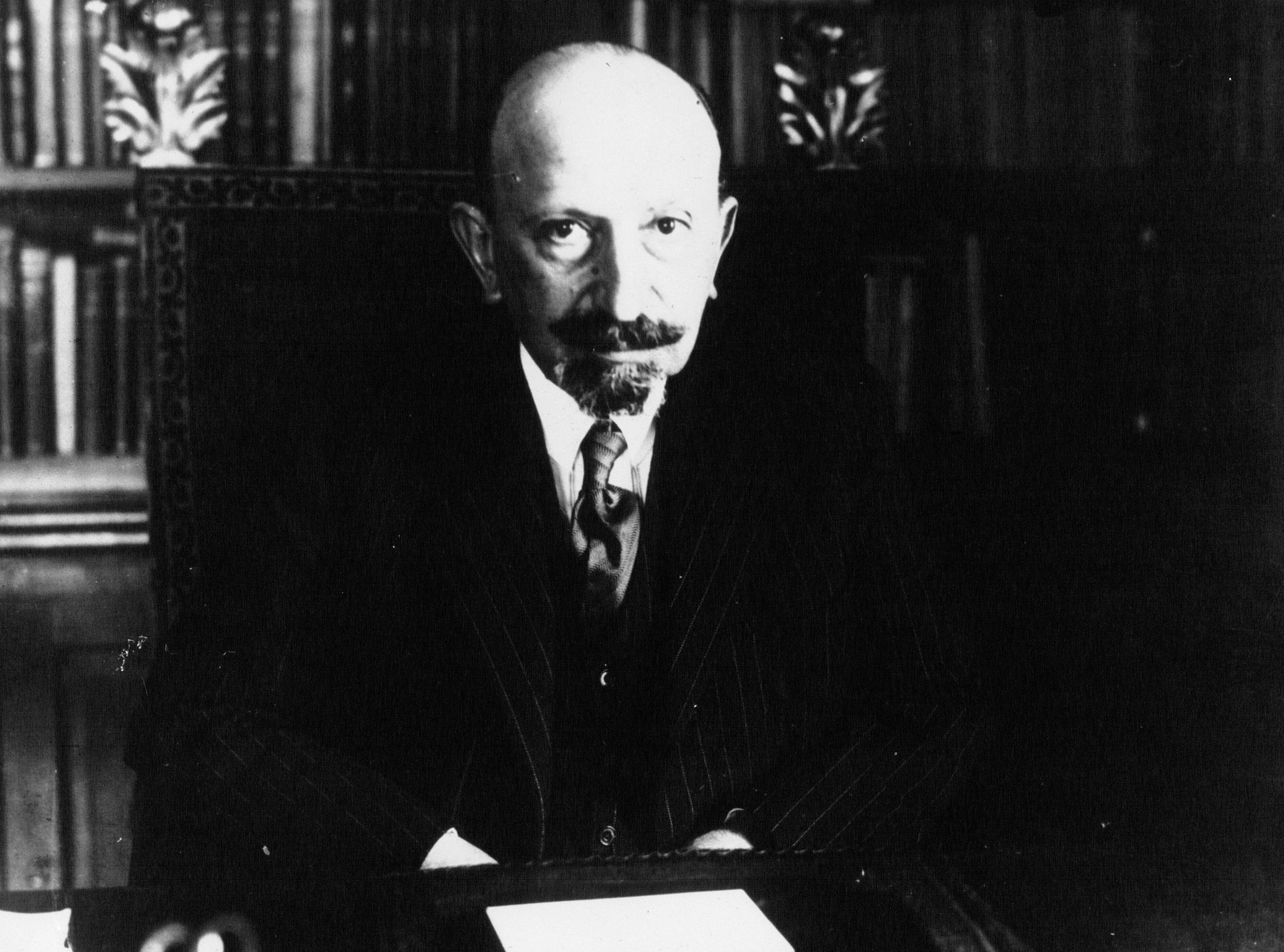
Dimitrios Maximos.

Dimitrios Maximos (Grieks: Δημήτριος Μάξιμος) (Patras, 6 juli 1873 - 16 oktober 1955) was een Grieks bankier en politicus.

## Levensloop
Van 1921 tot 1922 was hij voorzitter van de Nationale Bank van Griekenland.
Tussen 1933 en 1935 was Maximos minister van Buitenlandse Zaken in het kabinet van Panagis Tsaldaris. Van 25 januari tot 29 augustus 1947 was hij premier van een overgangsregering.
- International Standard Name Identifier: 0000 0000 4759 7853
- Library of Congress Control Number: no2008077368
- National Archives and Records Administration: 10597030
- Virtual International Authority File: 76127224